# Benito Armingol
Benito Armingol García (Santiago de Chile; 7 de septiembre de 1919-Santiago de Chile, 9 de noviembre de 1971) fue un futbolista de Chile que jugó en la posición de delantero centro.

## Carrera

### Club
Jugó toda su carrera con la Unión Española de 1940 a 1953, equipo con el que fue campeón nacional en dos ocasiones.

### Selección nacional
Debutó con Chile el 10 de enero de 1942 en la derrota por 1-6 ante Uruguay en Montevideo por la Copa América 1942 y su último partido internacional lo jugó el 28 de febrero de 1945 en la derrota por 0-2 ante Brasil en Santiago de Chile por la Copa América 1945. Jugó ocho partidos internacionales de los cuales seis los jugó de titular.

## Logros
- Primera División de Chile (2): 1943, 1951